# FC Eindhoven
FC Eindhoven je nizozemský fotbalový klub z města Eindhoven. Vznikl 19. listopadu 1909. Klubové barvy jsou modrá a bílá.
Je jedním ze dvou profesionálních fotbalových klubů v Eindhovenu, tím druhým je známější PSV Eindhoven.

## Úspěchy
- Nizozemské národní fotbalové mistrovství: 1× vítěz (1953/54)[1]
- Nizozemský fotbalový pohár: 1× vítěz (1936/37)[2][3]